# Andrid
Andrid (in ungherese Érendréd) è un comune della Romania di 2 512 abitanti, ubicato nel distretto di Satu Mare, nella regione storica della Transilvania. 
Il comune è formato dall'unione di 3 villaggi: Andrid, Dindești, Irina.